# Salarakkaat
Le Salarakkaat erano un duo musicale finlandese attivo fra il 2005 e il 2006 e formato da Martina Aitolehti e Marika Fingerroos.

## Carriera
Già note nel mondo dello spettacolo finlandese, nel 2004 Martina Aitolehti e Marika Fingerroos sono state coinvolte in triangoli amorosi con due uomini già spostati, rispettivamente il calciatore Aleksej Erëmenko e l'imprenditore Vesa Keskinen. Data l'attenzione mediatica ricevuta, le due colleghe hanno deciso di formare un duo musicale chiamato Salarakkaat (che significa letteralmente "amanti segrete", il nome con cui i media si riferivano a loro) e di firmare un contratto discografico con la Edel Records. Il loro singolo di debutto, Salarakas, è stato pubblicato nell'estate del 2005 ed è entrato alla 3ª posizione della Suomen virallinen lista, rimanendo in top twenty per oltre un mese; è stato seguito dall'album Martina & Marika. Negli anni successivi le due showgirl, pur non pubblicando altri dischi, sono rimaste attive nello showbiz nazionale.

## Discografia

### Album in studio
- 2005 – Martina & Marika

### Singoli
- 2005 – Salarakas